# Sandhi
Sandhi (del sànscrit: samdhi) en lingüística és com es coneix els diferents tipus d'alteracions fonosintàctiques, determinades pel context fonològic que pateixen els fonemes enmig d'una paraula o dins de la frase en entrar en contacte amb altres sons.
Els fenomes de sandhi han produït la lenició, avui dia gramaticalitzada, a les llengües cèltiques insulars, mitjançant la desaparició de les vocals finals de la declinació, però fricatitzant o palatalitzant les consonants inicials o finals (per exemple, en irlandès an capall bán [el cavall blanc] i an chapaill bháin [del cavall blanc]).